# Juletestamentet
Juletestamentet var en voksenjulekalender i 24 afsnit sendt på TV 2 i 1995.
Den var instrueret af Nikolaj Cederholm med manuskript af Ole Meldgaard og Nikolaj Cederholm og musik af Kåre Bjerkø.

## Historien
Tre brødre, der ikke har set hinanden i årevis, får at vide, at de skal møde op i et hus langt ude i en skov. Og de skal have deres koner eller kæreste med. En mystisk butler fortæller dem, at de skal blive sammen i huset i 24 dage, hvis de vil have adgang til deres forsvundne fars testamente. 
Pengene lokker, men en vil ikke være med og så får ingen noget. Men naturen sørger for, at ingen kan komme væk.

## Medvirkende
- Timm Vladimir
- Paprika Steen
- Lotte Andersen
- Morten Hauch-Fausbøll
- Sidse Babett Knudsen
- Lars Brygmann
- Niels Anders Thorn
- Preben Harris
- Pauli Ryberg

## Sange
Sangene er skrevet af Kåre Bjerkø.
- Nis Pedersen: "Sort decembersne"
- Caroline Henderson: "Vil du være min i nat"
- Nis Pedersen, Jimmy Jørgensen, Holger Kølle, Lotte Andersen, Caroline Henderson, Marianne van Toornburg, Trygve Bjerkø og Paprika Steen: "Nu er det næsten jul"
- Jimmy Jørgensen: "Nej er det dig"
- Caroline Henderson: "Nu er det stille igen"
- Jimmy Jørgensen: "Far hvad skal vi lege"
- Lotte Andersen og Jimmy Jørgensen: "Nu er det for sent"
- Nis Pedersen: "Når jeg får besøg"
- Nis Pedersen: "Paradis er lukket"
- Trygve Bjerkø: "Et stille råb"
- "Fadersang"